# Idelber Avelar
Idelber Avelar (Belo Horizonte, 31 de outubro de 1968) é um teórico da literatura e crítico cultural brasileiro, que se tornou conhecido pelo grande público por seu blogue, O Biscoito Fino e a Massa.
Atualmente  é professor titular na Universidade Tulane, com uma atuação voltada para literatura latino-americana, teoria crítica e estudos culturais..
Em 2000, Idelber despontou na comunidade acadêmica com seu livro Alegorias da Derrota, onde discute política, cultura popular e literatura, abordando a representação literária das ditaduras latino-americanas e a forma como a cultura lida com suas repercussões.

## Vida
Em 1990, concluiu sua licenciatura em Letras pela Universidade Federal de Minas Gerais (UFMG). No mesmo ano, se mudou para os Estados Unidos. Em 1996, concluiu seu doutorado em Estudos Hispano-americanos na Universidade de Duke com uma tese sobre a literatura latino-americana na ressaca das ditaduras. Ainda em 1996, Avelar aceitou um convite para trabalhar na Universidade de Illinois. Em 2000 se transferiu para a Universidade Tulane, em Nova Orleães.
Em 1999, seu livro Alegorias da Derrota recebeu o prêmio Katherine Singer Kovacs, entregue pela MLA (Modern Language Association), por seu destaque no campo da literatura e da cultura latino-americanas.
Em 2004, com a publicação de Figuras da Violência: Ensaios sobre narrativa, ética e música popular, Avelar foi promovido a professor titular da universidade de Tulane.
Em 2006, seu texto Ritmos do popular no erudito: política e música em Machado de Assis recebeu o prêmio do primeiro concurso internacional de ensaios sobre Machado de Assis promovido pelo Itamarati.
Em 2009, recebeu uma bolsa do American Council of Learned Societies para estudar a masculinidade, o que gerou artigos sobre Gilberto Freyre, Jorge Luis Borges, Gustavo Ferreyra, Fernando Gabeira, Caio Fernando Abreu e João Gilberto Noll, entre outros. Avelar representou a América Latina no 1˚ Encuentro Internacional de Escritores de Ásia, África y América Latina da Fundacão Cultural de Incheon, na Coreia do Sul, em 2010.
Entre 2009 e 2012, assinou uma coluna sobre política brasileira, norte-americana e latino-americana na Revista Fórum.
Em novembro de 2014, foram publicadas denúncias anônimas de um suposto assédio sexual por parte de Idelber Avelar, acompanhadas por reproduções de mensagens eróticas enviadas e recebidas por ele durante conversas privadas com duas mulheres. A denúncia desencadeou uma perseguição virtual que Idelber respondeu em seu próprio blogue. O caso abriu amplo debate sobre assédio na Internet. Mais tarde, Avelar moveu ações judiciais contra algumas pessoas responsáveis pela perseguição, inclusive contra as mulheres que figuravam como suas interlocutoras nas mensagens que embasaram as denúncias. Posteriormente, as duas mulheres negaram perante a Justiça ter sido assediadas ou publicado as mensagens.
Em 2014, Avelar publicou Crônicas do Estado de Exceção, pelo Editorial Azougue, do Rio de Janeiro.
Em 2015, publicou Transculturación en suspenso: Los orígenes de los cánones narrativos colombianos, pelo Instituto Caro y Cuervo, de Bogotá.
Em 2016 publicou Figuras de la violencia: ensayos sobre narrativa, política y música popular pela Editorial Palinodia, do Chile.
De 2014 até 2018, Avelar também publicou uma série de artigos sobre os recentes processos políticos brasileiros em revistas como Luso-Brazilian Review, Transas (Buenos Aires), Lugar Comum (Rio de Janeiro) e o Journal of Latin American Cultural Studies (Londres).
Em 2021 Avelar publicou o livro Eles em nós: retórica e antagonismo político no Brasil do século XXI, pela Editora Record.

## Obra

### Alegorias da derrota
Em seu livro mais conhecido, publicado em 1999, Avelar propõe que a escrita da experiência de uma ditadura é dificultada por uma forma de recordar característica do mercado que sempre substitui o velho pelo novo completamente, sem deixar qualquer vestígio da ligação entre ambos. Avelar contrapõe esta forma de memória com a forma alegórica, que conserva os efeitos do passado no presente, mesmo que de forma negativa - como aquilo que o passado teve que esquecer para constituir-se como tal: no caso das ditaduras, a tortura, os desaparecimentos e a violência usada para conter as convulsões sociais deste período. A escrita alegórica traz para o presente o horror da ditadura e perturba a narrativa conciliadora das transições para a democracia.
Avelar usa a figura do luto para pensar os discursos sobre as ditaduras que derrubaram os governos de esquerda na América Latina durante os anos sessenta e setenta. Existe um processo de luto que oculta os vínculos entre a ditadura e a democracia posterior. Indo contra esta narrativa conciliadora, os romances dos escritores analisados no livro desequilibram o discurso pós-ditatorial ao afirmar valores afetivos que resistiram às mudanças. Isto é, circunstâncias que não são compatíveis com a forma de memória do mercado.

### Figuras da violência
Em 2004, Avelar publicou The Letter of Violence: Essays on Narrative, Ethics, and Politics, pela Palgrave MacMillan, onde reunia ensaios que abordam a interseção entre as dimensões retóricas e políticas da violência.
Ampliada, a obra foi traduzida para o português (Figuras da Violência: ensaios sobre narrativa, ética e música popular, UFMG, 2011) e, posteriormente, para o espanhol (Figuras de la violencia: Ensayos sobre narrativa, política y música popular, Palinodia, 2016).
Em sua conclusão, o livro aborda o conceito da guerra sem fim a partir de uma leitura da invasão norte-americana do Iraque e do Afeganistão.

### Crônicas do estado de exceção
Em dezembro de 2014, Idelber Avelar publicou o livro Crônicas do Estado de Exceção pela Editorial Azougue, do Rio de Janeiro, reunindo 32 textos de teor político. Os textos são extensões dos artigos antes publicados em veículos como a Folha de S.Paulo, a Revista Fórum e no próprio blogue de Avelar, O Biscoito Fino e a Massa.
Os 32 textos de Crônicas do Estado de Exceção estão divididos em quatro partes: Estados Unidos da América, Brasil, Palestina e Mundo.

### Transculturación en suspenso
Em 2016, Avelar publicou Transculturación en suspenso: los orígenes de los cánones narrativos colombianos, pelo Instituto Caro y Cuervo, de Bogotá. A obra é uma leitura das origens da novelísticas de quatro grandes regiões da Colômbia: o Caribe, a região central de Cundinamarca, incluindo Bogotá, o Valle del Cauca e Antioquia.
Avelar fala sobre como a Colômbia foi único país sul americano que não foi unificado no século XIX, percorre as guerras civis colombianas do século XIX e discute as quatro novelas que iniciam os cânones das quatro grandes regiões.
Em sua conclusão, Avelar destaca a considerável autonomia das regiões colombianas no século XIX, um caso único na literatura latino-americana.

### Eles em nós
Em 2021, Avelar publicou Eles em nós: retórica e antagonismo político no Brasil do século XXI, pela Editora Record. Com orelha de apresentação escrita por Marina Silva, o livro utiliza categorias da retórica como hipérbole, oxímoro e antagonismo para estudar as duas primeiras décadas do século XXI no Brasil, analisando fenômenos como os movimentos de Junho de 2013, a Lava Jato e ascensão do bolsonarismo.
Eles em nós foi resenhado por diversos jornalistas e acadêmicos, em canais da imprensa especializada, como as revistas Época e Veja e os jornais O Globo e Folha de S.Paulo.
Em sua resenha na Revista Época, o jornalista Guilherme Amado ressaltou a contribuição do livro para a compreensão do bolsonarismo: “Para o autor, essa linguagem se aproveita de elementos como o registro extremamente agressivo contra o interlocutor, a desconsideração completa da diferença entre verdade factual, hipótese não fundamentada e pura invenção e seu modo hiperbólico do discurso, além da adoção de uma ambiguidade.”.
Em resenha no jornal O Globo, o acadêmico Pablo Ortellado afirmou que “o maior mérito da obra é examinar os processos políticos recentes, reconstruindo cuidadosamente os acontecimentos, de uma perspectiva razoavelmente distanciada. A posição política do autor, que vem da esquerda, mas se afasta dela, confere rara equidistância para tratar criticamente as administrações petistas e o governo Bolsonaro.”.
O jornalista Ricardo Rangel destacou, na Revista Veja, que “Idelber partiu para estudar o que ocorreu no Brasil nos últimos anos. O resultado é um belo trabalho que explica como as deficiências do presidencialismo de coalizão, a insensibilidade da classe política, as contradições do PT, a emergência de forças até então sem representação e outros fatores se combinaram para fazer com que o protesto difuso de 2013 desaguasse na eleição do anticandidato de 2018. Eles em nós é um livro indispensável para qualquer pessoa que esteja interessada na política brasileira recente — ou no Brasil moderno de maneira em geral.”.
Lucio Carvalho, especialista em literatura brasileira pela UFRGS, romancista, contista e editor da Revista Sepé, publicou no Instituto Humanitas Unisinos um ensaio onde afirma que "Ao beber da fonte dos estudos antropológicos e econômicos, mas também por considerar o substrato comunicativo da internet como teia de negociações simbólicas, potencializa-se em seu livro a expressão dos fenômenos culturais que perpassam as decisões eleitorais e políticas ao mesmo tempo que incide nesse caldo o olhar de quem discerne sem compromisso ideológico.”.
O livro foi também tema do podcast da Ilustríssima da Folha de S.Paulo.